# Landkreistag Rheinland-Pfalz
Der Landkreistag Rheinland-Pfalz ist der kommunale Spitzenverband der Landkreise in Rheinland-Pfalz, dem auch der Bezirksverband Pfalz als sonstiges Mitglied und die Pfälzische Pensionsanstalt sowie die Rheinischen Versorgungskassen als fördernde Mitglieder angehören.

## Gründung
Die schwierigen Umstände nach Ende des Zweiten Weltkriegs erforderten eine handlungsfähige deutsche Kommunalverwaltung. Im heutigen Bundesland Rheinland-Pfalz wurden die Gemeinderäte, Stadträte und Kreistage nach den ersten Kommunalwahlen am 15. September und 13. Oktober 1946 arbeitsfähig. Die Kreistage und Stadträte der kreisfreien Städte wählten die Mitglieder der beratenden Landesversammlung, welche einen Verfassungsentwurf ausarbeiteten, der am 18. Mai 1947 per Volksabstimmung angenommen wurde.
Die nationalsozialistische Reichsregierung hatte die kommunalen Spitzenverbände 1933 zur Auflösung gezwungen und in den Einheitsverband Deutscher Gemeindetag überführt. Dieser wurde durch das Kontrollratsgesetz Nr. 2 vom 10. Oktober 1945 aufgelöst, was den Weg für die Neubildung kommunaler Spitzenverbände öffnete. Vorreiter diesbezüglich war der Deutsche Städtetag, für dessen Wiedererstehen sich der damalige Kölner Oberbürgermeister Konrad Adenauer bereits 1945 eingesetzt hatte. Mit Einsetzen des Landesgesetzgebung erhöhte sich die Dringlichkeit eines fortwährenden Informationsaustauschs und Interessensausgleichs zwischen den Verwaltungsebenen.
Während die Gründung solcher Zusammenschlüsse in der britischen und amerikanischen Besatzungszone bereits 1946 voranschritt, hinkte die französische Besatzungszone diesbezüglich, ebenso wie bei der Neubildung der Länder, hinterher. Im September 1947 erteilte die Landräte-Konferenz des Regierungsbezirks Koblenz dem Landrat des Kreis Mayen, Hermann Josef Doetsch, den Auftrag die Gründung eines Landkreistags in der französischen Besatzungszone anzustoßen. Das Vorhaben stieß auf breite Unterstützung, sodass alle Regierungsbezirke mindestens einen Vertreter zur Gründungsversammlung am 7. November 1947 auf der Weinbaudomäne Niederhausen-Schloßböckelheim entsandten. Hermann Schüling, Landrat des Kreis Ahrweiler, wurde zum ersten Vorsitzenden gewählt.
Die Satzung orientierte sich eng am Preußischen Landkreistag sowie dem neugegründeten Deutschen Landkreistag. Ab Januar 1948 gab es erste Korrespondenzen mit der Landesregierung. Im März und Juli 1948 nahmen Vertreter des Landkreistags Rheinland-Pfalz bereits informell an Präsidialsitzungen des Deutschen Landkreistags teil. Nach mehreren Satzungsänderungen billigte der französische Generaldelegierte Hettier de Boislambert am 7. August 1948 schließlich offiziell die Gründung des Verbands. Am 1. Oktober 1949 erfolgte der Beitritt zum Deutschen Landkreistag.

## Aufgaben
Der Landkreistag hat laut Satzung folgende Aufgaben:
1. Die Rechtsstellung und Selbstbestimmung der Landkreise zu wahren und ihre Entwicklung zu fördern.
2. Die Belange der Landkreise bei der Landesregierung und im Landtag zu vertreten.
3. Landesregierung und Landtag  zu Rechts- und Verwaltungsvorschriften zu beraten, welche die Stellung und Aufgabe der Landkreise berühren.
4. Den Erfahrungsaustausch unter den Landkreisen zu vermitteln und sie in Rechts- und Verwaltungsfragen zu beraten.
5. Aufgaben, Einrichtungen und Probleme der Landkreise in der Öffentlichkeit bekannt zu machen.
6. Die Landkreise im Deutschen Landkreistag und anderen öffentlichen und privaten Institutionen zu vertreten sowie die Zusammenarbeit mit anderen Verbänden und Stellen zu pflegen.

## Geschäftsführung
Achim Schwickert (Westerwaldkreis) ist seit 2022 Vorsitzender des Landkreistags Rheinland-Pfalz. Seine Stellvertreter sind Julia Gieseking (Landkreis Vulkaneifel), Fritz Brechtel (Landkreis Germersheim) und Rainer Guth (Donnersbergkreis). Leiter der Geschäftsstelle sind Andreas Göbel (Hauptgeschäftsführung) und Heike Arend.

### Frühere Vorsitzende
(Quelle: )
- Hermann Schüling (1947–1951)
- Heinrich Salzmann (1951–1962)
- Werner Urbanus (1962–1965)
- Hans Keller (1965–1966)
- Hermann Krämer (1966–1973)
- Heribert Bickel (1973–1976)
- Gerhard Schwetje (1976–1981)
- Paul Schädler (1982–1983)
- Johann Wilhelm Römer (1983–1985)[7]
- Karl-Adolf Orth (1985–1990)
- Joachim Stöckle (1990–1993)
- Ernst Theilen (1993–1994)
- Hans Jörg Duppré (1994–1997, 2000–2003, 2006–2009, 2012–2015)
- Winfried Hirschberger (1997–2000, 2003–2006, 2009–2012, 2015–2017)
- Günther Schartz (2017–2021)